# Segona divisió espanyola de futbol 1957-1958
Resum de l'activitat de la temporada 1957-1958 de la Segona divisió espanyola de futbol.

## Grup Nord

### Clubs participants
| Club                   | Ciutat               | Estadi               |
| ---------------------- | -------------------- | -------------------- |
| Deportivo Alavés       | Vitòria              | Mendizorroza         |
| Real Avilés CF         | Avilés               | La Exposición        |
| CD Baskonia            | Basauri              | Pedro López Cortázar |
| Caudal Deportivo       | Mieres               | El Batán             |
| CD Comtal              | Barcelona            | Les Corts            |
| Cultural Leonesa       | Lleó                 | La Puentecilla       |
| RC Deportivo La Coruña | La Corunya           | Riazor               |
| SD Eibar               | Eibar                | Ipurúa               |
| Club Ferrol            | Ferrol               | Manuel Rivera        |
| Girona CF              | Girona               | Vista Alegre         |
| SD Indautxu            | Bilbao               | Garellano            |
| CP La Felguera         | La Felguera, Langreo | La Barraca           |
| Real Oviedo CF         | Oviedo               | Buenavista           |
| AD Rayo Vallecano      | Madrid               | Vallecas             |
| CE Sabadell FC         | Sabadell             | Creu Alta            |
| Real Santander SD      | Santander            | El Sardinero         |
| Club Sestao            | Sestao               | Las Llanas           |
| CD Terrassa            | Terrassa             | Obispo Irurita       |

### Classificació
| Pos | Equip                      | PJ | PG | PE | PP | GF | GC | DG  | Pts | Promoció, classificació o descens |
| --- | -------------------------- | -- | -- | -- | -- | -- | -- | --- | --- | --------------------------------- |
| 1   | Real Oviedo (P)            | 34 | 21 | 8  | 5  | 73 | 22 | +51 | 50  | Ascens a Primera Divisió          |
| 2   | CE Sabadell                | 34 | 23 | 4  | 7  | 61 | 28 | +33 | 50  |                                   |
| 3   | Real Santander             | 34 | 18 | 4  | 12 | 58 | 46 | +12 | 40  |                                   |
| 4   | Indautxu                   | 34 | 16 | 7  | 11 | 64 | 41 | +23 | 39  |                                   |
| 5   | Comtal                     | 34 | 16 | 5  | 13 | 56 | 40 | +16 | 37  |                                   |
| 6   | Rayo Vallecano             | 34 | 12 | 10 | 12 | 44 | 43 | +1  | 34  |                                   |
| 7   | Alavés                     | 34 | 13 | 7  | 14 | 47 | 44 | +3  | 33  |                                   |
| 8   | CD Baskonia                | 34 | 12 | 9  | 13 | 39 | 56 | −17 | 33  |                                   |
| 9   | Girona FC                  | 34 | 14 | 5  | 15 | 42 | 57 | −15 | 33  |                                   |
| 10  | Sestao                     | 34 | 12 | 8  | 14 | 40 | 48 | −8  | 32  |                                   |
| 11  | Real Avilés                | 34 | 12 | 8  | 14 | 52 | 70 | −18 | 32  |                                   |
| 12  | Ferrol                     | 34 | 13 | 6  | 15 | 45 | 58 | −13 | 32  |                                   |
| 13  | Deportivo de La Coruña (O) | 34 | 14 | 4  | 16 | 52 | 52 | 0   | 32  | Promoció de descens               |
| 14  | Terrassa FC (O)            | 34 | 12 | 6  | 16 | 57 | 61 | −4  | 30  | Promoció de descens               |
| 15  | Caudal (R)                 | 34 | 11 | 7  | 16 | 34 | 40 | −6  | 29  | Descens a Tercera Divisió         |
| 16  | Cultural Leonesa (R)       | 34 | 11 | 6  | 17 | 38 | 48 | −10 | 28  | Descens a Tercera Divisió         |
| 17  | SD Eibar (R)               | 34 | 8  | 9  | 17 | 39 | 55 | −16 | 25  | Descens a Tercera Divisió         |
| 18  | La Felguera (R)            | 34 | 8  | 7  | 19 | 38 | 70 | −32 | 23  | Descens a Tercera Divisió         |

### Resultats
| Casa \ Fora            | ALA | AVI | BAS | CAU | CON | LEO | DEP | EIB | GIR | IND | FEL  | OVI | RFE | RAC | RAY | SAB | SES | TRR |
| ---------------------- | --- | --- | --- | --- | --- | --- | --- | --- | --- | --- | ---- | --- | --- | --- | --- | --- | --- | --- |
| Alavés                 | —   | 0–2 | 3–1 | 1–0 | 3–0 | 1–2 | 3–1 | 3–2 | 3–0 | 0–0 | 0–1  | 2–2 | 1–2 | 2–1 | 1–1 | 0–3 | 2–0 | 5–0 |
| Real Avilés            | 2–2 | —   | 5–2 | 2–0 | 1–2 | 1–0 | 1–1 | 3–2 | 3–1 | 6–2 | 1–0  | 0–5 | 3–3 | 0–0 | 1–0 | 2–2 | 2–3 | 2–1 |
| CD Baskonia            | 1–1 | 3–2 | —   | 1–1 | 1–0 | 1–1 | 1–5 | 1–1 | 3–0 | 1–6 | 1–1  | 1–0 | 3–0 | 0–1 | 0–0 | 2–0 | 1–0 | 4–0 |
| Caudal                 | 0–1 | 2–2 | 0–1 | —   | 2–0 | 1–0 | 1–0 | 3–0 | 0–1 | 2–0 | 2–2  | 0–0 | 4–0 | 1–1 | 3–1 | 0–0 | 2–1 | 1–0 |
| Comtal                 | 0–1 | 5–1 | 5–0 | 1–2 | —   | 2–1 | 5–0 | 2–0 | 4–2 | 1–0 | 0–1  | 1–1 | 4–1 | 2–1 | 2–0 | 3–0 | 2–2 | 0–0 |
| Cultural Leonesa       | 1–0 | 1–1 | 1–2 | 4–0 | 0–2 | —   | 4–0 | 0–2 | 2–3 | 2–0 | 3–0  | 2–0 | 1–0 | 1–3 | 0–0 | 0–1 | 0–0 | 3–2 |
| Deportivo de La Coruña | 2–0 | 1–2 | 2–1 | 1–2 | 3–1 | 3–0 | —   | 2–1 | 5–0 | 1–1 | 3–0  | 2–0 | 0–1 | 2–6 | 0–0 | 2–1 | 5–0 | 2–1 |
| SD Eibar               | 0–0 | 2–0 | 5–0 | 1–0 | 1–2 | 4–4 | 3–1 | —   | 1–2 | 1–0 | 1–1  | 2–2 | 0–3 | 2–0 | 1–2 | 2–0 | 1–1 | 1–3 |
| Girona FC              | 3–2 | 6–0 | 0–0 | 2–1 | 0–0 | 3–1 | 2–1 | 0–0 | —   | 1–0 | 3–1  | 0–0 | 0–0 | 1–0 | 2–0 | 0–2 | 5–1 | 3–0 |
| Indautxu               | 2–0 | 6–0 | 1–2 | 1–0 | 1–2 | 5–0 | 1–0 | 0–0 | 3–0 | —   | 3–0  | 1–0 | 4–0 | 3–0 | 5–2 | 2–0 | 2–2 | 3–1 |
| La Felguera            | 2–2 | 2–0 | 3–2 | 1–0 | 1–1 | 0–1 | 1–0 | 1–1 | 2–0 | 0–3 | —    | 0–1 | 3–1 | 2–3 | 2–2 | 1–2 | 1–3 | 0–1 |
| Real Oviedo            | 3–0 | 3–1 | 0–0 | 4–0 | 1–0 | 2–0 | 5–1 | 2–0 | 3–0 | 5–0 | 3–1  | —   | 4–1 | 1–0 | 2–2 | 1–0 | 2–0 | 3–0 |
| Ferrol                 | 2–1 | 0–0 | 0–1 | 2–0 | 2–0 | 1–0 | 2–1 | 3–0 | 3–0 | 5–1 | 3–2  | 1–4 | —   | 1–4 | 2–1 | 1–3 | 0–0 | 1–1 |
| Real Santander         | 3–2 | 3–1 | 1–1 | 2–1 | 3–1 | 3–0 | 2–3 | 2–1 | 3–0 | 0–0 | 3–2  | 1–5 | 1–0 | —   | 3–2 | 3–0 | 2–0 | 0–2 |
| Rayo Vallecano         | 3–0 | 3–2 | 2–0 | 0–0 | 4–2 | 1–0 | 0–0 | 1–1 | 4–0 | 1–1 | 5–0  | 0–2 | 2–0 | 1–0 | —   | 0–1 | 1–0 | 2–0 |
| CE Sabadell            | 1–0 | 5–1 | 5–0 | 2–1 | 1–0 | 3–0 | 2–1 | 3–0 | 3–1 | 2–2 | 3–1  | 1–0 | 3–0 | 3–0 | 1–0 | —   | 2–1 | 3–0 |
| Sestao                 | 0–1 | 0–1 | 1–0 | 1–0 | 0–2 | 0–2 | 2–0 | 1–0 | 2–0 | 1–1 | 3–2  | 1–1 | 4–2 | 3–2 | 3–0 | 0–0 | —   | 2–3 |
| Terrassa FC            | 1–4 | 2–1 | 3–1 | 4–2 | 3–2 | 1–1 | 0–1 | 3–0 | 4–1 | 3–0 | 10–1 | 2–2 | 2–2 | 0–1 | 2–2 | 1–3 | 1–2 | —   |

| Golejador       | Gols | Equip          |
| --------------- | ---- | -------------- |
| Lalo            | 19   | Real Oviedo    |
| Chelo           | 19   | Terrassa FC    |
| Xanín           | 16   | CE Sabadell    |
| Paulino Jiménez | 16   | Terrassa FC    |
| Enrique Vicedo  | 13   | Real Santander |

| Porter               | Gols | Partits | Mitjana | Equip       |
| -------------------- | ---- | ------- | ------- | ----------- |
| Pere Caldentey       | 19   | 32      | 0.59    | Real Oviedo |
| Ricardo Zamora       | 20   | 29      | 0.69    | CE Sabadell |
| Juan Antonio Celdrán | 21   | 21      | 1       | Comtal      |
| José María Cobo      | 26   | 23      | 1.13    | Indautxu    |
| Carlos Guinea        | 40   | 34      | 1.18    | Caudal      |

## Grup Sud

### Clubs participants
| Club                    | Ciutat                 | Estadi                    |
| ----------------------- | ---------------------- | ------------------------- |
| CE Alcoià               | Alcoi                  | El Collao                 |
| Alacant CF              | Alacant                | Bardín                    |
| Atlético Ceuta          | Ceuta                  | Alfonso Murube            |
| CD Badajoz              | Badajoz                | El Vivero                 |
| Real Betis Balompié     | Sevilla                | Heliópolis                |
| Cadis CF                | Cadis                  | Ramón de Carranza         |
| Córdoba CF              | Còrdova                | El Arcángel               |
| CD Eldense              | Elda                   | El Parque                 |
| CF Extremadura          | Almendralejo           | Francisco de la Hera      |
| Hèrcules CF             | Alacant                | La Viña                   |
| Jerez CD                | Jerez de la Frontera   | Domecq                    |
| Llevant UE              | València               | Vallejo                   |
| CD Málaga               | Màlaga                 | Estadi de La Rosaleda     |
| Reial Múrcia            | Múrcia                 | La Condomina              |
| AD Plus Ultra           | Madrid                 | Camp de Ciudad Lineal     |
| RC Recreativo de Huelva | Huelva                 | Municipal                 |
| CD San Fernando         | San Fernando           | Marqués de Varela         |
| CD Tenerife             | Santa Cruz de Tenerife | Heliodoro Rodríguez López |

### Classificació
| Pos | Equip              | PJ | PG | PE | PP | GF | GC | DG  | Pts | Promoció, classificació o descens |
| --- | ------------------ | -- | -- | -- | -- | -- | -- | --- | --- | --------------------------------- |
| 1   | Reial Betis (P)    | 34 | 18 | 6  | 10 | 66 | 42 | +24 | 42  | Ascens a Primera Divisió          |
| 2   | CD Tenerife        | 34 | 15 | 8  | 11 | 61 | 40 | +21 | 38  |                                   |
| 3   | Reial Múrcia       | 34 | 15 | 8  | 11 | 54 | 42 | +12 | 38  |                                   |
| 4   | Llevant UE         | 34 | 15 | 7  | 12 | 65 | 48 | +17 | 37  |                                   |
| 5   | Hèrcules CF        | 34 | 15 | 6  | 13 | 57 | 54 | +3  | 36  |                                   |
| 6   | San Fernando       | 34 | 14 | 8  | 12 | 51 | 45 | +6  | 36  |                                   |
| 7   | Plus Ultra         | 34 | 13 | 10 | 11 | 55 | 53 | +2  | 36  |                                   |
| 8   | CD Eldense         | 34 | 14 | 7  | 13 | 57 | 68 | −11 | 35  |                                   |
| 9   | CF Extremadura     | 34 | 15 | 5  | 14 | 51 | 63 | −12 | 35  |                                   |
| 10  | Cadis CF           | 34 | 14 | 7  | 13 | 46 | 61 | −15 | 35  |                                   |
| 11  | Córdoba CF         | 34 | 14 | 7  | 13 | 57 | 60 | −3  | 35  |                                   |
| 12  | Badajoz            | 34 | 14 | 7  | 13 | 57 | 52 | +5  | 35  |                                   |
| 13  | Atlético Ceuta (O) | 34 | 13 | 7  | 14 | 43 | 48 | −5  | 33  | Promoció de descens               |
| 14  | Málaga (O)         | 34 | 13 | 6  | 15 | 58 | 54 | +4  | 32  | Promoció de descens               |
| 15  | Recreativo (R)     | 34 | 13 | 6  | 15 | 49 | 53 | −4  | 32  | Descens a Tercera Divisió         |
| 16  | Jerez (R)          | 34 | 12 | 8  | 14 | 50 | 46 | +4  | 32  | Descens a Tercera Divisió         |
| 17  | Alacant CF (R)     | 34 | 9  | 5  | 20 | 42 | 64 | −22 | 23  | Descens a Tercera Divisió         |
| 18  | CE Alcoià (R)      | 34 | 9  | 4  | 21 | 54 | 80 | −26 | 22  | Descens a Tercera Divisió         |

### Resultats
| Casa \ Fora    | ALC | ALI | CEU | BAD | CAD | COR | ELD | EXT | HER | LEV | CDM | MUR | RMC | BET | REC | SFE | TEN | XER |
| -------------- | --- | --- | --- | --- | --- | --- | --- | --- | --- | --- | --- | --- | --- | --- | --- | --- | --- | --- |
| CE Alcoià      | —   | 1–2 | 3–1 | 0–1 | 4–0 | 1–4 | 4–2 | 1–2 | 1–1 | 1–2 | 5–1 | 1–2 | 1–1 | 2–0 | 3–2 | 2–0 | 2–0 | 3–0 |
| Alacant CF     | 5–1 | —   | 3–1 | 0–2 | 1–0 | 2–1 | 1–1 | 3–3 | 1–2 | 1–3 | 2–1 | 1–2 | 1–2 | 0–2 | 3–0 | 2–0 | 2–0 | 2–2 |
| Atlético Ceuta | 3–0 | 2–0 | —   | 3–1 | 1–1 | 3–2 | 2–1 | 4–1 | 2–1 | 0–0 | 0–1 | 1–0 | 3–0 | 1–1 | 1–0 | 2–2 | 1–0 | 1–0 |
| Badajoz        | 6–0 | 6–1 | 2–0 | —   | 1–5 | 3–1 | 0–1 | 5–2 | 2–2 | 0–0 | 2–1 | 1–1 | 5–2 | 2–0 | 2–1 | 2–2 | 1–0 | 3–0 |
| Cadis CF       | 2–2 | 2–0 | 2–1 | 0–0 | —   | 3–0 | 2–2 | 2–1 | 2–1 | 3–1 | 2–2 | 0–0 | 1–0 | 2–1 | 3–2 | 1–0 | 2–1 | 1–0 |
| Córdoba CF     | 4–1 | 0–0 | 4–2 | 2–1 | 2–0 | —   | 2–2 | 0–0 | 2–2 | 2–1 | 5–1 | 1–1 | 2–2 | 0–2 | 1–0 | 2–1 | 1–1 | 2–0 |
| CD Eldense     | 5–3 | 2–0 | 2–2 | 1–0 | 5–1 | 1–3 | —   | 2–1 | 0–0 | 3–1 | 2–1 | 2–1 | 2–1 | 3–0 | 2–0 | 2–1 | 3–3 | 2–0 |
| CF Extremadura | 2–1 | 2–1 | 2–1 | 0–0 | 2–0 | 3–0 | 5–2 | —   | 2–1 | 4–1 | 0–0 | 2–1 | 2–1 | 0–1 | 2–1 | 1–0 | 2–1 | 5–0 |
| Hèrcules CF    | 4–2 | 3–1 | 4–0 | 4–0 | 1–0 | 1–0 | 3–1 | 5–2 | —   | 3–1 | 1–1 | 0–1 | 1–0 | 2–0 | 1–3 | 4–2 | 1–0 | 3–2 |
| Llevant UE     | 2–0 | 4–1 | 2–2 | 4–0 | 5–0 | 4–3 | 6–1 | 4–0 | 4–1 | —   | 2–1 | 1–1 | 1–1 | 1–2 | 3–0 | 1–0 | 1–0 | 2–1 |
| Málaga         | 2–2 | 2–0 | 1–0 | 3–0 | 0–2 | 1–2 | 6–1 | 2–0 | 3–0 | 1–1 | —   | 3–0 | 3–0 | 2–2 | 4–0 | 4–0 | 0–0 | 4–3 |
| Reial Múrcia   | 5–4 | 1–0 | 2–2 | 1–2 | 6–2 | 0–1 | 2–1 | 4–0 | 2–0 | 3–2 | 1–0 | —   | 6–1 | 2–1 | 7–0 | 0–0 | 0–0 | 1–0 |
| Plus Ultra     | 3–0 | 2–0 | 2–0 | 0–0 | 4–1 | 3–4 | 1–1 | 2–0 | 3–3 | 4–0 | 2–1 | 0–0 | —   | 3–3 | 2–0 | 3–2 | 2–0 | 2–0 |
| Reial Betis    | 3–1 | 3–1 | 0–1 | 6–3 | 1–1 | 2–1 | 2–1 | 6–1 | 3–0 | 1–0 | 5–2 | 2–0 | 3–1 | —   | 0–2 | 3–0 | 4–1 | 3–0 |
| Recreativo     | 2–0 | 1–1 | 3–0 | 1–0 | 4–1 | 3–1 | 4–0 | 1–1 | 3–1 | 2–1 | 2–0 | 2–0 | 2–4 | 2–1 | —   | 1–1 | 1–2 | 1–1 |
| San Fernando   | 3–0 | 2–1 | 2–0 | 2–1 | 2–1 | 4–1 | 3–1 | 3–0 | 2–1 | 2–2 | 3–1 | 3–0 | 3–0 | 2–2 | 1–0 | —   | 2–1 | 1–1 |
| CD Tenerife    | 4–1 | 3–2 | 2–0 | 3–2 | 4–1 | 5–0 | 5–0 | 4–1 | 2–0 | 2–1 | 3–0 | 5–1 | 2–2 | 2–1 | 2–2 | 2–0 | —   | 0–0 |
| Xerez CD       | 4–1 | 5–1 | 1–0 | 3–1 | 4–0 | 4–1 | 2–0 | 4–0 | 4–0 | 2–1 | 2–3 | 1–0 | 2–0 | 0–0 | 1–1 | 0–0 | 1–1 | —   |

| Golejador     | Gols | Equip          |
| ------------- | ---- | -------------- |
| Jordi Vila    | 19   | Reial Betis    |
| José Paredes  | 18   | Llevant UE     |
| Julito        | 17   | CD Tenerife    |
| José Saborido | 17   | CF Extremadura |
| Quirro        | 17   | Cadis CF       |

| Porter         | Gols | Partits | Mitjana | Equip        |
| -------------- | ---- | ------- | ------- | ------------ |
| Luis Menéndez  | 19   | 20      | 0.95    | Reial Betis  |
| Juan García    | 36   | 31      | 1.16    | Reial Múrcia |
| Santi Lafuente | 40   | 34      | 1.18    | CD Tenerife  |
| Rafael Ripoll  | 28   | 23      | 1.22    | Llevant UE   |
| José García    | 34   | 27      | 1.26    | Badajoz      |

## Promoció de descens

### Anada
| 21 de juny de 1958 | UE Sants                  | 2-3     | Terrassa FC                      | Barcelona                   |  |
|                    | Borrell 40' · Alberto 51' | Informe | Paulino 6' · Epi 25' · Chelo 72' | Les Corts · Urdax Herrero · |  |

| 22 de juny de 1958 | CD Ourense | 0-2     | Deportivo de La Coruña | Ourense                      |  |
|                    |            | Informe | Mendonça 61', 82'      | O Couto · Balaguer Escuder · |  |

| 22 de juny de 1958 | Cartagena         | 2-2     | Atlético Ceuta       | Cartagena                        |  |
|                    | Carriega 20', 30' | Informe | Muñoz 35' · Peña 88' | El Almarjal · García Rodríguez · |  |

| 22 de juny de 1958 | CE Castelló  | 1-0     | Málaga | Castelló de la Plana          |  |
|                    | Casanova 52' | Informe |        | Castàlia · López Montenegro · |  |

### Tornada
| 29 de juny de 1958 | Deportivo de La Coruña | 2-1 (Total: 4-1) | CD Ourense | La Corunya                   |  |
|                    | Amoedo 1', 5'          | Informe          | Suárez 37' | Riazor · Santamaría Alonso · |  |

| 29 de juny de 1958 | Atlético Ceuta                | 3-0 (Total: 5-2) | Cartagena | Ceuta                          |  |
|                    | Sebastião 34', 68' · Peña 60' | Informe          |           | Alfonso Murube · Pintado Viu · |  |

| 29 de juny de 1958 | Málaga                                               | 5-0 (Total: 5-1) | CE Castelló | Màlaga                             |  |
|                    | Madariaga 7', 18', 33' · Bernardi 27' · Carrillo 83' | Informe          |             | La Rosaleda · Arrechea Mendiondo · |  |

| 29 de juny de 1958 | Terrassa FC | 0-0 (Total: 3-2) | UE Sants | Barcelona                   |  |
|                    |             | Informe          |          | Les Corts · Alfaro Toledo · |  |

## Resultats finals
- Campió: Real Oviedo, Reial Betis.
- Ascens a Primera divisió: Real Oviedo, Reial Betis.
- Descens a Segona divisió: Reial Valladolid, Real Jaén CF.
- Ascens a Segona divisió: Club Atlético Almería, Club Barakaldo Altos Hornos, Elx CF, Real Unión de Irún.
- Descens a Tercera divisió: Caudal Deportivo, Cultural y Deportiva Leonesa, SD Eibar, CP La Felguera, Recreativo de Huelva, Jerez CD, Alacant CF, CE Alcoià. La Segona Divisió es redueix a 32 equips.